# Cathrine Lindahl
Cathrine Lindahl (Hernosândia, 26 de fevereiro de 1970) é uma curler sueca bi-campeã olímpica (2006 e 2010).